# François Richard (compositeur)
Pour les articles homonymes, voir Richard et François Richard.
François Richard (né vers 1580 et enterré à Paris le 22 octobre 1650) est un compositeur et luthiste français, actif au Mans puis à Paris. Il n’y a pas de lien connu entre lui et la famille des Richard joueurs d’instruments à clavier.

## Biographie

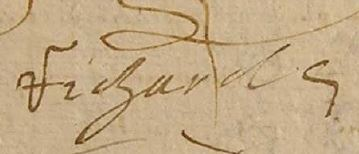
Signature de François Richard, compositeur, en 1617

Il est mentionné pour la première fois le 23 avril 1601, lorsque son épouse Marie de Vermant est marraine d’un enfant de Pierre Guédron. Vers 1609, il est employé par Charles de Beaumanoir, évêque du Mans. Le 23 avril 1613, il suit le convoi d’un fils mort prématurément à Saint-Eustache. Le 21 mars 1614, son fils François II est parrain, et Richard I est alors mentionné comme « Ordinaire de la musique de la Chambre et de la Chapelle du roi », plus précisément à partir de 1613 maître de luth des pages de la Chambre du roi, un office partagé par semestre avec le luthiste René Saman jusqu’en 1630 puis avec Claude Tissu. Il est également employé à la Chapelle, comme le montre une pétition signée en 1617. Depuis une date non précisée, antérieure à 1620, Richard est également Valet de chambre du roi, jusque vers 1638 au moins. 
En 1619, François Richard devient Compositeur de la musique de la Chambre du roi, ayant racheté cette année-là cette charge à Jacques Lefèvre (il l’achète originellement pour son fils, mais celui-ci n’aura que la survivance). Vers 1620, lui et son frère Louis achètent la charge de garde des petits sceaux en l’élection de Mantes (ce qu’on peut considérer comme un placement d’argent).
En juin 1625, il fait partie des neuf musiciens français qui accompagnent la reine Henriette Marie (épouse de Charles Ier) en Angleterre ; il part avec son fils François II également luthiste, qui est né vers 1604 et qui est probablement son fils aîné vivant. Là-bas, ils rejoignent son frère Louis, qui a été au service de la reine Anne (épouse de Jacques Ier) depuis 1612 au plus tard ; ce musicien jouera plus tard un rôle important en tant que maître de musique de Henriette Marie. A Londres, Richard et son fils participent aux funérailles de Jacques Ier le 5 mai 1625, entre autres célébrations.
La participation de François Richard aux ballets royaux de La Douairière de Billebahault en 1626 et Le Sérieux et le grotesque en 1628 laisse entendre que son séjour anglais a souffert de quelques interruptions.
François et son fils retournent à Paris en 1629 ; il est toujours Compositeur de la musique de la Chambre du roi. En décembre 1631, il tente d’acquérir de Paul Auget la charge de surintendant de la musique de la Chambre, mais cette transaction échoue par désistement du contrat en février 1632. C’est après seulement qu’il publie ses deux livres d’airs, en 1637. 
La mort soudaine de son fils en novembre 1646 (il est enterré le 9 novembre 1646, Saint-Eustache) fait que sa fille Hélène qui devient sa seule héritière. Il revend alors à survivance le 5 décembre 1647 à Louis de Mollier sa charge de joueur de luth de la Chambre, et à survivance également à Jean de Cambefort le 11 mai 1648 sa charge de Compositeur de la musique de la Chambre du roi.

## Œuvre

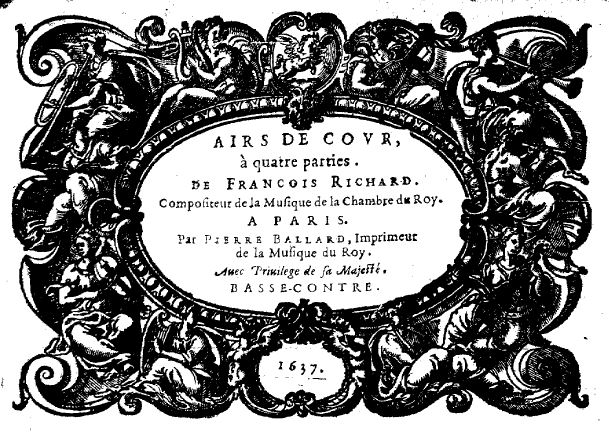
Page de titre des airs polyphoniques de François Richard (Paris : Pierre I Ballard, 1637).

Richard est seulement connu comme compositeur d’airs de cour, avec notamment deux recueils parus en 1637, l’un pour voix et luth et l’autre pour plusieurs voix.
- Airs de cour à quatre parties, de François Richard, compositeur de la musique de la Chambre du Roy. – Paris : Pierre I Ballard, 1637. 4 vol. 8° obl. Guillo 2004 n° 1637-F, RISM R 1302.

Dédicace au roi Louis XIII. Contient 25 airs à 4 v., sauf trois à 2 v., un à 3 v et luth, et deux pour 1 v. et luth. S’y trouvent deux dialogues et cinq récits. L’air Je suis l’effroi des puissants rois provient du Ballet de la douairière de Billebahault, ballet royal dansé au Louvre en février 1626.
- Airs de cour avec la tablature de luth, de François Richard, compositeur de la musique de la Chambre du Roy. – Paris : Pierre I Ballard, 1637. 1 vol. 4°. Guillo 2003 n° 1637-E, RISM R 1303.

Dédicace à la reine Anne d’Autriche (1601-1666). Contient 24 airs pour 1 v. et luth (qui correspondent à ceux du recueil précédent), dont un pour 2 v. et 2 luths.
Ces airs de 1637 (dont quelques-uns sont publiés dans l’anthologie d’André Verchaly en 1961) fournissent des exemples très précoces de l’usage de la basse continue en France. Quelques airs sont écrits sur des danses (notamment des sarabandes), des interludes pour luth seul, et l’un d’eux figure un dialogue dramatique, genre qui sera plus tard exploité par Michel Lambert et Jean-Baptiste Lully.
Outre ces airs publiés en 1637 (composés pour certains longtemps auparavant), quelques airs paraissent dans les années 1620 aux côtés de ceux d’Antoine Boesset (avec qui Richard a collaboré pour des ballets de cour). Ils sont extraits des recueils suivants :
- Airs de cour avec la tablature de luth de Anthoyne Boesset... Treziesme livre. – Paris, Pierre I Ballard, 1626. 1 vol. 8°. RISM 162612, Guillo 2003 n° 1626-A.
  - Contient un seul air de Richard.
- VIIIe livre d’airs de cour, et de differents autheurs [à 1 v.]. – Paris, Pierre I Ballard, 1628. 1 vol. 8°. RISM 16289, Guillo 2003 n° 1628-C.
  - Contient 5 airs de Richard.
- Airs de cour avec la tablature de luth de Anthoyne Boesset, surintendant de la musique de la Chambre du Roy, et de la Reyne. Quatorziesme livre. – Paris : Pierre I Ballard, 1628. 1 vol. 4°. RISM 162811, Guillo 2003 n° 1628-A.
  - Contient 5 airs de Richard, les mêmes que ci-dessus mais pour 1 v. et luth.

Un air supplémentaire de trouve dans le manuscrit Paris BnF (Mus.) : RES VMA-MS-854.
Enfin, sa musique est reprise sous des textes catholiques dans quelques contrafacta :
- La Despouille d’Aegypte, ou larçin glorieux des plus beaux airs de cour appliquez à la musique du sanctuaire. Dédié à la Reyne. – Paris, Pierre I Ballard, 1629. 1 vol. 8°. RISM 16298, Guillo 2003 n° 1629-B.
  - Dédicace à la reine Anne d’Autriche. Contient deux airs de Richard.
- La Philomèle séraphique divisée en deux parties. En la première elle chante les devots et ardans soupirs... Avec le dessus et le bas. – Tournai : Adrien Quinqué, 1632. 1 vol. 8°. RISM 16323.

## Discographie sélective
- Trois airs (Amarante, Beaux yeux et Les yeux baignez de pleurs’ dans Amarante, Céline Scheen, Eduardo Egüez et Philippe Pierlot, 1 CD Flora 2210, 2010.